# Alicja Szemplińska
Alicja Maria Szemplińska (művésznevén: Alicja, Ciechanów, 2002. április 29. – ) lengyel énekesnő. Ő képviselte volna Lengyelországot a 2020-as Eurovíziós Dalfesztiválon Empires című dalával.

## Életpályája
Alicja tizennégy éves kora óta aktívan foglalkozik az énekléssel. Első kislemeze 2018-ban jelent meg.
2020. február 23-án elindult a Szansa na suckes című tehetségkutató műsorban, amelyet meg is nyert, ezzel ő képviselhette volna hazáját a rotterdami 2020-as Eurovíziós Dalfesztiválon. A dalt az előzetes sorsolás alapján először a május 14-i második elődöntő első felében adta volna elő, azonban március 18-án az Európai Műsorsugárzók Uniója bejelentette, hogy 2020-ban nem tudják megrendezni a versenyt a COVID–19-koronavírus-világjárvány miatt. A Telewizja Polska jóvoltából az énekesnő végül nem kapott újabb lehetőséget az ország képviseletére a következő évben.
2023-ban az egyik résztvevője lesz a Tu bije serce Europy! Wybieramy hit na Eurowizję című lengyel eurovíziós nemzeti dalválasztó műsornak, ahol a New Home című dalával kísérli meg a kijutást a 2023-as Eurovíziós Dalfesztiválra.

## Kislemezek
- Prawie My (2019)
- Empires (2020)
- Gdzieś (2020)
- Pusto (2020)
- Kolęda Dla Nieobecnych (2020)
- Na Pamięć (2020)
- New Home (2023)